# Kanton Sedan-Est
Kanton Sedan-Est (fr. Canton de Sedan-Est) byl francouzský kanton v departementu Ardensko v regionu Champagne-Ardenne. Tvořilo ho 11 obcí. Zrušen byl po reformě kantonů 2014.

## Obce kantonu
- Balan
- Bazeilles
- Daigny
- Escombres-et-le-Chesnois
- Francheval
- La Moncelle
- Pouru-aux-Bois
- Pouru-Saint-Remy
- Rubécourt-et-Lamécourt
- Sedan (východní část)
- Villers-Cernay